# Liten rostfläck
Liten rostfläck (Arthonia didyma) är en lavart som beskrevs av Körb. Liten rostfläck ingår i släktet Arthonia och familjen Arthoniaceae.  Arten är reproducerande i Sverige. Inga underarter finns listade i Catalogue of Life.